# Thelypteris rioverdensis
Thelypteris rioverdensis är en kärrbräkenväxtart som först beskrevs av Carl Frederik Albert Christensen, och fick sitt nu gällande namn av Ponce. Thelypteris rioverdensis ingår i släktet Thelypteris och familjen Thelypteridaceae. Inga underarter finns listade.